# Hauke Friederichs
Hauke Friederichs (* 1980 in Hamburg) ist ein deutscher Journalist und Historiker.

## Leben
Friederichs wuchs in Schenefeld auf. Nach Ableistung seiner Wehrpflicht bei der Marine auf dem Zerstörer Mölders studierte er Sozial- und Wirtschaftsgeschichte, Politik und Journalistik sowie Kriminologie an der Universität Hamburg. Ende 2016 schloss Friederichs seine Promotion über muslimische Freibeuter auf dem Mittelmeer ab. Seine Promotionsschrift erschien im Verlag edition lumière. Friedrichs absolvierte die Henri-Nannen-Schule. Er engagiert sich unter anderem im Arbeitskreis Kirchliche Gedenkstättenarbeit an der KZ-Gedenkstätte Neuengamme.
Friedrichs ist mit der Hamburger SPD-Politikerin Martina Friederichs verheiratet, das Paar hat ein gemeinsames Kind und lebt in Hamburg.

## Journalistische Tätigkeiten
Friederichs arbeitet hauptberuflich als Journalist für Zeit Online. Seit Januar 2023 ist er dort sicherheitspolitischer Korrespondent. Zuvor schrieb er für Die Zeit, Spiegel Geschichte, P.M. History, G/Geschichte, Geo Epoche, den Stern und andere Auftraggeber. Er schreibt insbesondere zur Sicherheitsthemen, z. B.  Verteidigungspolitik, Konflikten, Terrorismus und Rüstungsexporten. Für Recherchezwecke bereiste er Afghanistan, Pakistan, Saudi-Arabien und Myanmar. Er spricht sich gegen eine Wiedereinführung der Wehrpflicht aus.
Für die Plattform piqd empfahl er aus seinen Themengebieten von 2015 bis 2022 als Kurator journalistische Inhalte aus online verfügbaren Publikationen.

## Werke (Auswahl)
- Bombengeschäfte. Tod made in Germany. Residenz Verlag, Wien 2012, ISBN 978-3-7017-3280-7.
- mit Rüdiger Barth: Die Totengräber. Der letzte Winter der Weimarer Republik. Fischer, Frankfurt am Main 2018, ISBN 978-3-10-397325-9 (das Werk wurde in mehrere Sprachen übersetzt)
- Piraten, Kaper und Korsaren im Mittelmeer. Die Darstellung der nordafrikanischen Barbaresken in der periodischen deutschen Presse des 18. Jahrhunderts (= Presse und Geschichte – Neue Beiträge. Band 111). Edition Lumiere, Bremen 2018, ISBN 978-3-943245-69-1.
- Funkenflug. August 1939: Der Sommer, bevor der Krieg begann. Aufbau Verlag, Berlin 2019, ISBN 978-3-351-03487-0.
- Das Wunder von Dünkirchen. Wie sich im Sommer 1940 das Schicksal der Welt entschied. Aufbau Verlag, Berlin 2021, ISBN 978-3-351-03844-1.
- Flammenzeichen: Stalingrad, der Kampf der Weißen Rose und eine zerrissene Liebe. dtv-Verlag, München 2022, ISBN 978-3-423-29038-8.
- Spielball der Politik: Eine kurze Geschichte der Bundeswehr. dtv-Verlag, München 2023, ISBN 978-3-423-28341-0.